# Théâtre du discours ukrainien
Résidence
Le Théâtre du discours ukrainien est le premier théâtre professionnel ukrainien et a existé de 1864 à 1924. Sa première représentation a eu lieu dans les locaux du Centre national ukrainien (Народний Дім) à Lviv. Le théâtre a été subventionné par la Société Ruska Besida à Lviv et parfois soutenu par l'Assemblée législative de la Galicie. 

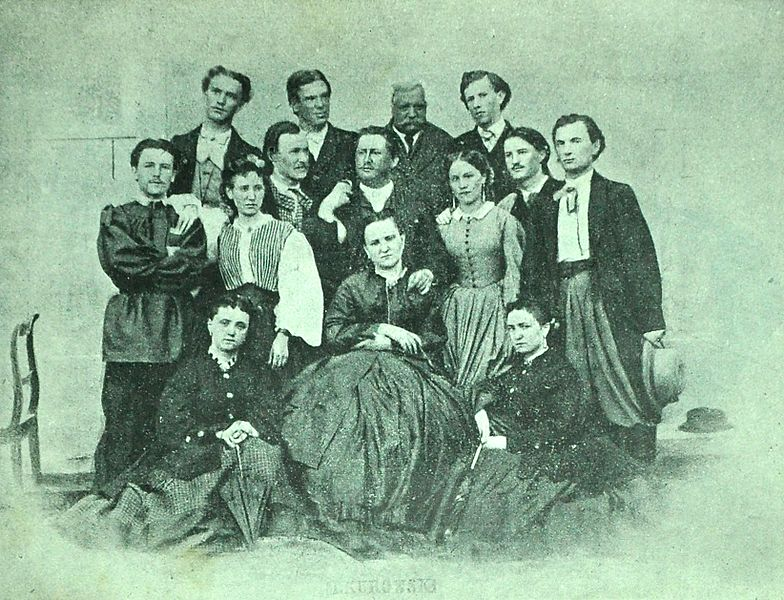
Le Théâtre du discours ukrainien, acteurs et actrices, 1864.

## Débuts
"Руська бесіда" est une société qui organisait des soirées littéraires, musicales et dansantes, des concerts, des bals et des conférences.  On lui confia aussi la tâche d'organiser un groupe théâtral.  En 1861, Yuliian Lavrivsky (Юліан Григорович Лаврівський) écrivait dans un article de journal : "Si nous voulons que notre langue prospère [...] nous devons promouvoir son utilisation par le public et [...] nous pensons que le meilleur moyen serait d'établir un théâtre à Lviv [...] cela définira mieux le passé et nous aidera à aimer ce grand pays en inspirant l'admiration de notre poésie et de notre art."
En janvier 1864, Omelian Bachynsky (Омелян Васильович Бачинський) jadis directeur d'un théâtre à Jytomyr, a pris la direction artistique du théâtre nouvellement créé. Le 29 mars 1864, l'inauguration du premier théâtre professionnel ukrainien a eu lieu au Foyer national ukrainien (Народний Дім) à Lviv, en présentant la pièce Marusya (Маруся) d'après le roman de Grigori Kvitka-Osnovianenko (Григорія Квітки-Основ'яненка).

## Croissance
Kostya Levytsky (Кость Левицький) a écrit : « Des acteurs et actrices bien connus et des étudiants se sont hâtés de se joindre au Théâtre, afin de se dévouer à faire connaitre leur drame historique. »  Ce fut un grand moment d'émotion, car les Ruthènes de l'époque se rendaient compte que leur langue, qui avait été mise de côté, entraînerait un renouveau de l'esprit du peuple. Le Théâtre a envoyé des troupes au-delà de Lviv pour faire une tournée à Kolomya, Ivano-Frankivsk et Tchernivtsi.  À la fin de 1864, la troupe se rendit à Sambir et à Przemyśl.  Leur répertoire a été renouvelé avec de nouvelles pièces et des traductions.  Certains acteurs du Théâtre ont également joué sur la scène polonaise et cet échange d'expériences a rehaussé le niveau artistique du répertoire national sur la scène galicienne.

## L'Âge d'or
Pour la metteure en scène, Teofila Romanovich (Теофіла Федорівна Романович), la force du Théâtre reposait sur un groupe d'acteurs très motivés et le fait que le répertoire avait été augmenté.  Elle prépara le terrain pour  les opéras, les pièces, les drames.  Ivan Biberovich (Іван Біберович) et Ivan Hrynevetski (ван Миколайович Гриневецький), dont la tenure fut connue comme « l'âge d'or du théâtre galicien ».  Ils ont présenté le drame historique ukrainien de Pavel Barvinski (Павло кович Барвінський), le drame domestique de Mykhaïlo Starytsky et le drame bourgeois de Grigory Tseglinski (Григорій Івановичская); des opéras de Mykola Lyssenko et Semen Houlak-Artemovsky; ainsi que les drames occidentaux de Friedrich von Schiller, Eugène Scribe, Heinrich von Kleist et Carlo Goldoni, ainsi que des opérettes de Jacques Offenbach et Johann Strauss II.

## Le théâtre en 1908

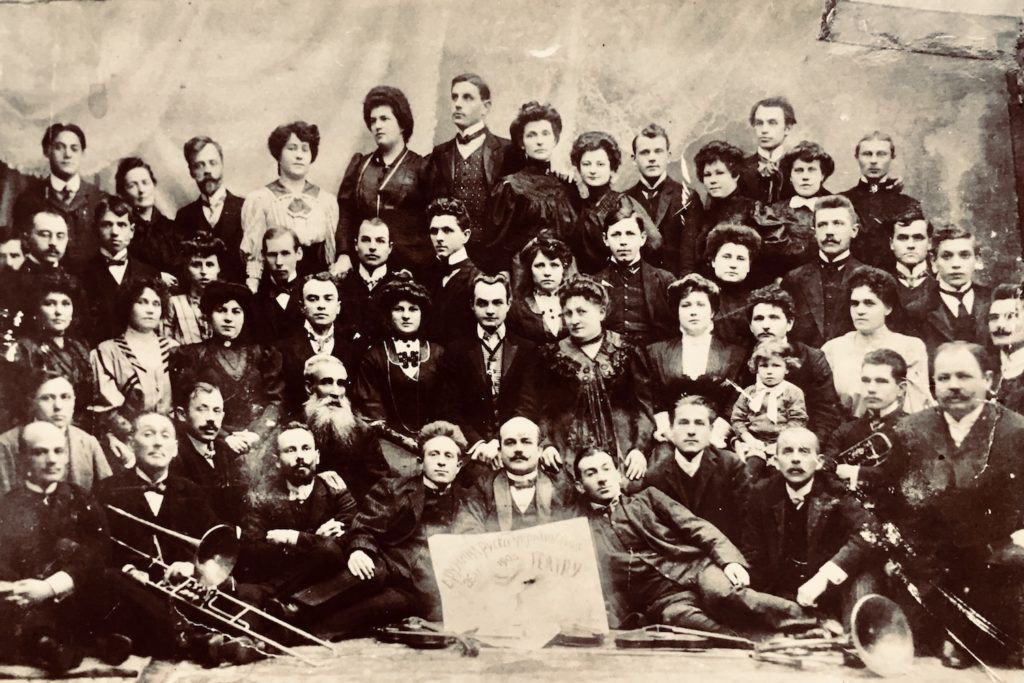
Le Théâtre du discours ukrainien, 1908.

Après un certain déclin, le Théâtre a bénéficié d'un regain d'intérêt sous Joseph Stadnik (Йосип Дмитрович Стадник), principalement en raison de la popularité du répertoire d'opéras et de drames européens en Europe occidentale. Le Théâtre a joué du vaudeville, des mélodrames, des opérettes, a traduit des pièces de dramaturges d'Europe occidentale et interprété ses propres dramaturges ukrainiens.
Le Théâtre a présenté, sur sa scène, des œuvres des écrivains allemands Hermann Sudermann, Gotthold Ephraim Lessing, Gerhart Hauptmann ; des Scandinaves Henrik Ibsen, August Strindberg ; des Français Edmond Rostand, Pierre-Augustin Caron de Beaumarchais, Molière ;  ainsi que des écrivains anglais Oscar Wilde, George Bernard Shaw et William Shakespeare (traduits par Ivan Franko).  IL y a eu aussi des œuvres de Nicolas Gogol, ainsi que celles des Russes Léon Tolstoï et Anton Tchekhov et des dramaturges polonais Aleksander Fredro et Stanisław Przybyszewski. 
En plus de jouer des opéras ukrainiens de Mykola Lyssenko et de Mykola Arkas, le Théâtre a initié les Ukrainiens à des opéras tels que : La Juive de Fromental Halévy, Madame Butterfly de Giacomo Puccini, Carmen de Georges Bizet, La traviata de Giuseppe Verdi, Faust de Charles Gounod, Les Contes d'Hoffmann de Jacques Offenbach, Cavalleria rusticana de Pietro Mascagni, La Fiancée vendue de Bedřich Smetana, Halka de Stanisław Moniuszko et d'autres.

## Prise de conscience nationale
Le Théâtre s'inscrivait dans le cadre d'une prise de conscience nationale pour les Ukrainiens et acquérait une place durable dans l'histoire de la renaissance galicienne.  Également, il contribuait beaucoup à l'essor du théâtre ukrainien moderne en Ukraine centrale et orientale. 

## Les directeurs artistiques
| Directeur artistique                                                       | Années                                                    |
| -------------------------------------------------------------------------- | --------------------------------------------------------- |
| Omelian Bachynsky (Омелян Васильович Бачинський)                           | 1864 - 1867                                               |
| Antin Molentsky (Антон Матвійович Моленцький)                              | 1869 – 1873                                               |
| Marko Kropyvnytsky (Марко Лукич Кропивницький)                             | 1875                                                      |
| Teophila Romanovitch (Теофіла Федорівна Романович)                         | 1874 – 1880                                               |
| Ivan Hrynevetsky (Іван Миколайович Гриневецький)                           | 1881 - 1889                                               |
| Ivan Biberovych (Іван Біберович)                                           | 1881-1889 (avec Hrynevetsky) ; 1889 - 1892 (par lui-même) |
| Mikhail Hubchak (Михайло Ігнатович Губчак)                                 | 1901 – 1904                                               |
| Mykola Sadovsky (Микола Садовський)                                        | (1905–1906)                                               |
| Yosyp Stadnyk (Йосип Дмитрович Стадник)                                    | 1906 – 1913                                               |
| Roman Siretsky (Роман Сирецький) and Stepan Charnetsky (Степан Чарнецький) | (1913–1914)                                               |

En juillet 1924, à cause d'une insuffisance de fonds, le théâtre a dû cessé d'exister.

## Des anciens élèves remarquables
- Amvrossi Boutchma (1891 – 1957), acteur et réalisateur ukrainien
- Ivan Franko (1856 –1916), poète ukrainien, écrivain, critique social et littéraire, journaliste, traducteur
- Marko Kropyvnytsky (1840 – 1910), écrivain, dramaturge, compositeur, acteur et metteur en scène ukrainiens
- Les Kourbas (1887–1937), considéré par beaucoup comme le plus important metteur en scène de théâtre ukrainien du XXe siècle, fondateur en 1922 du théâtre Berezil.
- Irena Turkevycz-Martynec (1899 – 1983), prima donna au théâtre d'Opéra de Lviv.
- Mykola Voronyi (en) (1871 –1938), écrivain, poète, acteur, réalisateur et militant politique ukrainien.
- Kateryna Roubtchak, soprano.
- Alexander Zagarov (1877 – 1941), russe et ukrainien, acteur et metteur en scène soviétique, plus connu sous son nom de scène Zagarov (Загаров)